# Cyclocarya paliurus
Cyclocarya paliurus är en valnötsväxtart som först beskrevs av Aleksandr Batalin och som fick sitt nu gällande namn av Iljinsk..
Cyclocarya paliurus ingår i släktet Cyclocarya och familjen valnötsväxter. Inga underarter finns listade i Catalogue of Life.

## Bildgalleri

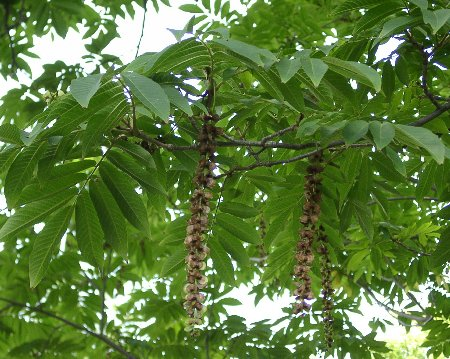